# News Front
News Front (или NewsFront) — российское прокремлёвское информационное агентство. Основано в марте 2014 года в Бахчисарае во время аннексии Крыма Россией. Основатель и главный редактор — Константин Кнырик. Согласно изданию Радио Свобода, информагентство ведёт информационную войну против Украины в Крыму.
Министерство финансов США называет News Front «дезинформационным пропагандистским изданием, в особенности поддерживающим военные действия России на Украине».

## История
News Front был основан в марте 2014 года, когда во время аннексии Крыма Российской Федерацией Константин Кнырик с группой вооружённых людей в масках ворвался в штаб-квартиру Центра журналистских расследований в Симферополе и завладел его ресурсами. На территории России агентство зарегистрировано 26 июня 2015 года в составе медиагруппы «МедиаГрупп Ньюс Фронт», генеральным директором которого является бизнесмен Юрий Федин. Сайт поддерживает 11 языков — русский, английский, немецкий, французский, испанский, польский, болгарский, венгерский, грузинский, сербский и словацкий. Ранее были доступны итальянский и эстонский языки. На сайте News Front утверждается, что работа агентства поддерживается волонтёрами в разных странах мира. Главный редактор Константин Кнырик утверждает, что агентство существует на пожертвования пользователей и ряда бизнесменов, а также на доходы от рекламы.
С 2020 года News Front заблокирован в социальных сетях Facebook, Twitter, Instagram и на видеоплатформе YouTube. В 2021 году агентство было заблокировано на видеоплатформе «Яндекс.Эфир».
В 2023 г. сотрудница News Front Юлия Лозанова (Витязева) дала показания против Дмитрия Глуховского по делу по делу о военных «фейках». Она увидела его посты про Бучу и Мариуполь. Рассказ об обстреле жилого дома российским танком журналистка посчитала «ничем не подтвержденными и провокацией», а российские военные, по ее мнению, «наносят удары только по военным объектам».

## Отзывы и критика
Немецкая организация по мониторингу СМИ Correctiv обвиняла агентство в дезинформации о событиях в Германии, в частности, о беженцах. Американский аналитический центр Атлантический совет называет News Front «одним из самых активных распространителей дезинформации в Германии, наряду с RT и Sputnik». Немецкая газета Die Zeit называет News Front изданием, распространяющим фальшивые новости, и заявляет, что оно финансируется из бюджета России. Газета считает, что наряду с RT и Sputnik агентство пыталось влиять на президентские выборы 2017 года в Германии. Журнал европейской Оперативной рабочей группы по стратегическим коммуникациям EU vs Disinformation заявил, что News Front фокусирует свою немецкоязычную версию на антииммиграционном немецком национализме, чтобы привлечь недовольную немецкоязычную аудиторию к прокремлёвским взглядам на новости от RT и Sputnik.
Госдепартамент США назвал News Front частью «экосистемы дезинформации и пропаганды», в которой российские государственные деятели объединились с государственными деятелями из других стран, чья связь с Россией была менее очевидной, чтобы привлечь широкое внимание к своим идеям. Госдеп также заявил, что News Front финансируется ФСБ. Американский журнал Time в 2021 году описал News Front как «безусловно, самый успешный и амбициозный» российский веб-сайт, делающий ложные заявления о COVID-19 и вакцинах.

## Санкции
После вторжения России на Украину в 2022 году Министерство финансов США ввело санкции против News Front. В июле 2022 года Великобритания ввела санкции против News Front и аффилированного ему издания South Front. 25 марта 2022 года Австралия ввела санкции против News Fron, поскольку агентство «распространяет дезинформацию в попытках узаконить неспровоцированное и незаконное вторжение на Украину».
Также агентства News Front и South Front находятся под санкциями Японии и Новой Зеландии.
Основатель и главный редактор Кнырик был включен в санкционный список всех стран Евросоюза, как управляющий сайта, зарегистрированного на незаконно аннексированном Крымском полуострове и глава крымского отделение партии «Родина» — прокремлевской партии в России. Также Кнырик включен в санкционные списки США, Великобритании, Австралии, Новой Зеландии, Украины, Японии и Швейцарии
24 февраля 2025 года в рамках 16-го пакта санкций ЕС отозвал лицензию на вещание.